# Горицкий, Дмитрий Юрьевич
Дмитрий Юрьевич Горицкий (род. 28 октября 1970, Краснодар, РСФСР, СССР) — российский политик, представитель от законодательного органа государственной власти — Тюменской областной Думы в Совете Федерации ФС РФ с мая 2021. Вошёл в Комитет Совета Федерации по бюджету и финансовым рынкам. С 2001 по 2019 годы председатель правления «Запсибкомбанк». Депутат IV, V и VI созыва Тюменской областной Думы.
Из-за поддержки российско-украинской войны — под санкциями 27 стран ЕС, Великобритании, США, Канады, Швейцарии, Австралии, Украины, Новой Зеландии.

## Биография
Дмитрий Юрьевич Горицкий родился в Краснодаре, 28 октября 1970 года. После завершения обучения в школе поступил и успешно окончил факультет правоведения Тюменского государственного университета. В 2000 году завершил обучение на факультете «Финансы и кредит» в Тюменском государственном университете.
С августа по декабрь 1993 года работал в должности правоведа в мэрии города Надыма и Надымского района. Был призван в ряды Вооружённых сил Российской Федерации. Отслужив год, демобилизовался и трудоустроился на работу юрисконсультом в Ямало-Ненецкий филиал ПАО «Запсибкомбанк». В марте 1996 года назначен исполняющим обязанности директора Ямало-Ненецкого филиала ПАО «Запсибкомбанк».
С мая 1997 года стал трудиться в должности замдиректора, а затем и директора Салехардского филиала «Запсибкомбанка». В мае 1998 года был назначен на должность вице-президента банка. С января по июнь 2001 года работал заместителем губернатора Тюменской области. С июня 2001 по январь 2019 года возглавлял «Запсибкомбанк» в должности президента.
В начале 2019 года 71,79 % акций «Запсибкомбанка» приобрел ВТБ. 3 апреля 2019 года Горицкий был избран председателем совета директоров Запсибкомбанка, но уже 18 апреля решением акционеров выведен из состава совета директоров кредитной организации.
На выборах депутатов IV, V и VI созыва Тюменской областной Думы избирался в законодательный орган власти. В VI созыве, который был избран осенью 2016 года, являлся председателем комитета по бюджету, налогам и финансам.
С 2010 года возглавлял региональное отделение Российского Союза промышленников и предпринимателей. 
В мае 2021 года, на вакантный мандат умершего в марте 2021 года сенатора Михаила Николаевича Пономарёва, был делегирован в Совет Федерации Федерального Собрания Российской Федерации от законодательного органа власти Тюменской области. Член Комитета Совета Федерации по Регламенту и организации парламентской деятельности. Срок полномочия истекает в октябре 2021 года.
Из-за поддержки российской агрессии и нарушения территориальной целостности Украины во время российско-украинской войны находится под персональными международными санкциями разных стран. С 9 марта 2022 года находится под санкциями всех стран Европейского союза. С 15 марта 2022 года находится под санкциями Великобритании. С 30 сентября 2022 года находится под санкциями Соединенных Штатов Америки. С 23 марта 2022 года находится под санкциями Канады. С 16 марта 2022 года находится под санкциями Швейцарии. С 21 апреля 2022 года находится под санкциями Австралии.
Указом президента Украины Владимира Зеленского от 7 сентября 2022 находится под санкциями Украины. С 3 мая 2022 года находится под санкциями Новой Зеландии.

## Награды
- Медаль ордена «За заслуги перед Отечеством» II степени (21 июля 2025 года) — за заслуги в  развитии парламентаризма, активную законотворческую деятельность и многолетнюю добросовестную работу[7],
- Почётная грамота Министерства топлива и энергетики РФ,
- Почётная грамота Совета директоров «Запсибкомбанк»,
- Почётная грамота Тюменской областной Думы,
- Почётная грамота Губернатора Тюменской области,
- Благодарность Председателя Совета Федерации Федерального собрания РФ.

## Состояние
В рейтинге журнала Forbes «Власть и деньги. Рейтинг доходов госслужащих 2015» занял 41-е место с доходом в 224,81 миллиона рублей.